# 레위니옹의 문장

레위니옹의 문장

레위니옹의 또 하나의 문장

레위니옹의 문장은 레위니옹섬과 해외 부서를 나타낸다. 문장은 1925년 에밀 메르 와트가 페티테-일레에서 열린 식민지 전시회를 위해 만들어졌다.

## 같이 보기
- 레위니옹의 기